# (38463) 1999 TM22
1999 TM22 (asteroide 38463) é um asteroide da cintura principal. Possui uma excentricidade de 0.16900650 e uma inclinação de 2.45985º.
Este asteroide foi descoberto no dia 3 de outubro de 1999 por Spacewatch em Kitt Peak.